# Kursy wymiany
Kursy wymiany (ang. Rates of Exchange) – powieść brytyjskiego pisarza Malcolma Bradbury’ego z 1983 (polskie wydanie – 1994, tłumaczenie Ewa Kraskowska). Jest to satyryczna powieść uniwersytecka (kampusowa), rozgrywająca się w środowisku naukowym.

## Treść
Powieść opisuje losy brytyjskiego naukowca (lingwisty) – doktora Petwortha, który zostaje zaproszony do miasta Slaka - stolicy totalitarnego państwa o tej samej nazwie. Fikcyjny kraj znajduje się gdzieś w Europie południowo-wschodniej (Bałkany) i posiada zmieszane cechy różnych państw pozostających pod panowaniem komunizmu - m.in. licznie reprezentowane są polonica. Celem wizyty jest wygłoszenie wykładów na temat praktyki stosowania języka angielskiego w świecie współczesnym. Podczas wizyty bohater zostaje wciągnięty w biurokratyczne tryby państwa totalitarnego, mimo że unika jakichkolwiek kłopotów. Poznaje osoby z lokalnego świata naukowego, artystycznego i politycznego, takie jak: Marisja Lubijowa (poprawna politycznie przewodniczka), Katia Princip (zbuntowana pisarka), tajemniczy naukowiec Plitplow, aparatczyk Tankic, Steadimanowie - małżeństwo pracowników ambasady brytyjskiej i wielu innych. Ich losy nieustannie się splatają, pojawiają się wątki miłosne i seksualne.

## Kontekst
Powieść skupia się na zawiłościach transformacji języka angielskiego, który oderwany od korzeni, zaczyna żyć własnym życiem, stając się lingua franca, coraz bardziej oddalając się od własnych kodów początkowych. Bohaterowie książki posługują się językiem angielskim w większości na dobrym poziomie, jednak każdy z nich mówi inaczej, co innego i co innego rozumie. Wynikają z tego często zdarzenia zabawne i sytuacyjne pomyłki.
Z drugiej strony powieść traktuje o życiu pod totalitarnym reżimem z punktu widzenia człowieka z wolnego świata, który nie do końca rozumie kursy wymiany rządzące lokalnym rynkiem towarów, usług, idei, przyjaźni, moralności i miłości.

## Język slakański
Na potrzeby książki autor stworzył język slakański, opierający się na podstawach bałkańskich, rumuńskich, niemieckich i rosyjskich. Podczas pobytu Petwortha w Slace język ulega jednak reformie i częściowo się zmienia, co powoduje pewne dodatkowe trudności. Niektóre przykłady języka slakańskiego (końcówki ii - przed reformą, uu - po reformie, również w środkach wyrazów reforma zastępowała i na u):
- gelday'ii - pieniądze
- litti - bilety
- kongruss'um - kongres
- dol'metschuu - tłumacze
- noku roku - nie palić
- r'gystrayuu - recepcja
- dirig'ayii - kierownik
- dikumenti - dokumenty
- Barr'ii Tzigane - Bar Cygański
- sch'weppii - napój
- da - tak
- na - nie
- P'rtyii Populatiii - tytuł gazety partyjnej Partia Ludowa
- HOGPo - tajna policja bezpieczeństwa
- Komflug - linie lotnicze
- Min'stratii Kulturi Komitet'iii - Ministerstwo Kultury
- Fakult'tii Fil'gayiim - Wydział Filologii

Język slakański zapisywany był zarówno alfabetem łacińskim, jak i cyrylicą.